# تاتی و طوطو
تاتی و طوطو یا پافین راک (انگلیسی: Puffin Rock) یک مجموعه تلویزیونی برای کودکان است. این سریال بر اساس جزیره پافین، واقع در سواحل ایرلند، داستان یک پافین جوان به نام اونا و برادر کوچکش بابا را دنبال می‌کند که در حال کشف دنیای خود هستند. راوی این برنامه کریس اودوود است. این سریال در ۱۲ ژانویه ۲۰۱۵ پخش شد. این مجموعه توسط شرکت آمریکایی پنگوئن رندوم هاوس، شرکت بریتانیایی داگ ایرز و شرکت ایرلندی کارتون سالون تولید شده‌است.